# Gertrud Kolmar
Gertrud Käthe Chodziesner (Berlín, 10 de diciembre de 1894 – Auschwitz, marzo de 1943), conocida por el seudónimo literario de Gertrud Kolmar, fue una poeta alemana, considerada como una de las más importantes de la época contemporánea.
Kolmar, prima del filósofo Walter Benjamin, fue detenida y deportada como judía al campo de concentración de Auschwitz, donde murió como víctima del Holocausto. 
En castellano se ha publicado la traducción de su poemario "Welten", de 1947 ("Mundos", Acantilado, 2005; traducción de Berta Vias Mahou) y  "Die Frau und die Tiere" ("La mujer y los animales", Buchwald Editorial, 2024). También algunas de sus poesías fueron traducidas por Héctor A. Piccoli y publicadas en versión bilingüe, integrando antologías (Constelaciones de poesía alemana. Siglos XII a XX, y Animalia poetica, Editorial Serapis).